# Незалежні однаково розподілені випадкові величини
У теорії імовірності, статистиці а також в економетриці, про набір випадкових величин {\displaystyle \displaystyle X_{1},X_{2},...,X_{n},...} кажуть, що вони незалежні і однаково-розподілені, якщо кожна з них має ту саму функцію розподілу (наприклад {\displaystyle F}), що і всі інші, і до того ж всі {\displaystyle X_{i}} незалежні в сукупності. Вираз «незалежні і однаково розподілені» часто скорочують абревіатурою i.i.d. (від англ. independent and identically-distributed), а україномовній літературі як — «н.о.р.». Інколи, коли відомий розподіл випадкових величин, його також зазначають, наприклад {\displaystyle X_{i}} ~ н.о.р. {\displaystyle {\mathcal {N}}}, означає, що маємо справу з незалежними і однаково-розподіленими випадковими величинами (в.в.), кожна з яких є розподілена за нормальним законом розподілу. Якщо відомі параметри даних випадкових величин (математичне сподівання, дисперсія), то їх також зазначають, наприклад {\displaystyle X_{i}} ~ н.о.р. {\displaystyle (\mu ,\sigma ^{2})}, позначає послідовність в.в. кожна з математичним сподіванням {\displaystyle \mu } і дисперсією {\displaystyle \sigma ^{2}}. Якщо відомі і розподіл і параметри, то їх також зазначають.

## Застосування
Припущення про те, що випадкові величини незалежні і однаково-розподілені широко використовується в теорії імовірності і статистиці, бо дозволяє сильно спростити теоретичні викладки і довести цікаві результати.
Одна з ключових теорем теорії імовірності — центральна гранична теорема — стверджує, що якщо {\displaystyle X_{1},X_{2},...,X_{n},...} — послідовність незалежних однаково-розподілених в.в., то, при {\displaystyle n\rightarrow \infty }, розподіл їх середнього арифметичного — який також є випадковою величиною — збігається до стандартної нормальної випадкової величини.
У статистиці зазвичай припускають, що статистична вибірка є н.о.р. реалізацією деякої випадкової величини (така вибірка називається простою).
В економетриці є дуже важливим припущення про незалежність і однаково-розподіленість даних, які використовують для оцінки невідомих параметрів. Зокрема таке припущення вирішальне в теорії Узагальненого методу моментів.